# إيتمار باتيستا دا سيلفا
إيتمار باتيستا دا سيلفا (بالبرتغالية: Itamar Batista da Silva) الشهير باسم إيتمار (ولد في 12 أبريل 1980 في سانتا ماريا دي إيتابيرا، ميناس جرايس، البرازيل) هو لاعب كرة قدم برازيلي. تشمل أنديته السابقة تشياباس وسونغنام وسوون سامسونغ بلووينغز وبوهانغ ستيلرز وتشونام دراجونز وتايجرز أونال وفلامنغو وسيارا. قضى إيتمار ما مجموعه خمس سنوات في كوريا الجنوبية حيث لعب لأربعة أندية مختلفة قبل الإعلان في يناير 2008 أن تشياباس المكسيكي استحوذ على اللاعب. في أول موسم له سجل 12 هدفاً في 18 مباراة. في يناير 2011 انتقل إيتمار إلى نادي الريان في قطر على سبيل الإعارة من تايجرز أونال. آخر نادي لعب له هو أمريكا البرازيلي.

## إحصائيات
| أداء النادي    | أداء النادي           | أداء النادي    | الدوري    | الدوري  | الكأس                      | الكأس                      | كأس الدوري                | كأس الدوري                | القارة    | القارة  | المجموع   | المجموع |
| الموسم         | النادي                | الدوري         | المباريات | الأهداف | المباريات                  | الأهداف                    | المباريات                 | الأهداف                   | المباريات | الأهداف | المباريات | الأهداف |
| كوريا الجنوبية | كوريا الجنوبية        | كوريا الجنوبية | الدوري    | الدوري  | كأس الاتحاد الكوري الجنوبي | كأس الاتحاد الكوري الجنوبي | كأس الدوري الكوري الجنوبي | كأس الدوري الكوري الجنوبي | آسيا      | آسيا    | المجموع   | المجموع |
| -------------- | --------------------- | -------------- | --------- | ------- | -------------------------- | -------------------------- | ------------------------- | ------------------------- | --------- | ------- | --------- | ------- |
| 2003           | جيونام دراغونز        | كي ليغ         | 34        | 23      | 5                          | 2                          | -                         | -                         | -         | -       | 39        | 25      |
| 2004           | جيونام دراغونز        | كي ليغ         | 22        | 6       | 2                          | 0                          | 9                         | 5                         | -         | -       | 33        | 11      |
| 2005           | بوهانغ ستيلرز         | كي ليغ         | 8         | 2       | 0                          | 0                          | 8                         | 2                         | -         | -       | 16        | 4       |
| 2005           | سوون سامسونغ بلووينغز | كي ليغ         | 10        | 4       | 3                          | 3                          | 0                         | 0                         | -         | -       | 13        | 7       |
| 2006           | سوون سامسونغ بلووينغز | كي ليغ         | 11        | 4       | 1                          | 1                          | 6                         | 0                         | -         | -       | 18        | 5       |
| 2006           | سونغنام               | كي ليغ         | 14        | 3       | 0                          | 0                          | 0                         | 0                         | -         | -       | 14        | 3       |
| 2007           | سونغنام               | كي ليغ         | 20        | 5       | 1                          | 0                          | 0                         | 0                         | 8         | 0       | 29        | 5       |
| البلد          | كوريا الجنوبية        | كوريا الجنوبية | 119       | 47      | 12                         | 6                          | 23                        | 7                         | 8         | 0       | 162       | 60      |
| المجموع        | المجموع               | المجموع        | 119       | 47      | 12                         | 6                          | 23                        | 7                         | 8         | 0       | 162       | 60      |